# Love Illumination
Love Illumination è un singolo del gruppo musicale scozzese Franz Ferdinand, pubblicato nel 2013.

## Tracce
1. Love Illumination – 3:42 (Alex Kapranos, Nick McCarthy)

## Formazione
- Alex Kapranos - voce, chitarra
- Bob Hardy - basso
- Nick McCarthy - chitarra, voce, tastiera
- Paul Thomson - batteria